# Fédération francophone de Gymnastique et de Fitness
De Fédération francophone de Gymnastique et de Fitness (FfG) is een Belgische sportbond voor gymnastiek, actief binnen de Franse Gemeenschap.

## Geschiedenis
In 1977 werd sport een gemeenschapsbevoegdheid. Evenals vele andere nationale sportbonden werd ook de Koninklijke Belgische Turnbond (KBT) omstreeks deze periode geregionaliseerd. De Fédération francophone de gymnastique werd opgericht op 26 april 2007 na de fusie (die inging op 1 januari 2008) van de Association francophone de gymnastique (AFG), de Fédération de gymnastique francophone (FGF) en de Fédération socialiste de gymnastique (FSG). In april 2012 werd de naam gewijzigd naar 'Fédération francophone de Gymnastique et de Fitness'.
De organisatie heeft een samenwerkingsovereenkomst met het Verband der Deutschsprachiger Turnvereine (VDT) uit de Duitstalige Gemeenschap. Haar Vlaamse tegenhanger is GymnastiekFederatie Vlaanderen (GymFed). Via de Koninklijke Belgische Turnbond is de FfG aangesloten bij European Gymnastics en de Fédération Internationale de Gymnastique (FIG). 
De bond heeft ruim 29.000 leden uit circa 230 aangesloten clubs.